# Chiesa della Dormizione (Leopoli)
La Chiesa della Dormizione (in ucraino Успенська церква, Uspenska tserkva?), conosciuta anche come Chiesa della Valacchia o chiamata anche Chiesa dell'Assunzione, è una chiesa situata nel centro storico della città di Leopoli nell'Ucraina occidentale, che ospita la diocesi della Chiesa ortodossa autocefala ucraina.
Realizzata in stile tardo rinascimentale, l'odierno complesso religioso venne costruito sul sito di una precedente chiesa già esistente a più riprese nel periodo compreso tra il 1591 e il 1692.